# Левковичі (зупинний пункт)
Левко́вичі — пасажирський залізничний зупинний пункт Київської дирекції Південно-Західної залізниці на електрифікованій змінним струмом лінії Чернігів — Семиходи.
Розташований у селі Левковичі Чернігівського району Чернігівської області між станціями Чернігів (16,5 км) та Жукотки (4 км).
На зупинному пункті зупиняються приміські поїзди.